# Martin Sperr
 Martin Sperr (14 de septiembre de 1944 - 6 de abril de 2002) fue un dramaturgo y actor de nacionalidad alemana. En sus obras, y utilizando el idioma austro-bávaro, hizo una fuerte y drástica crítica social.

## Biografía
Su nombre completo era Helmuth Martin Sperr, y nació en Steinberg bei Marklkofen, Alemania. Sus padres eran una pareja de maestros, trabajando su padre a finales de los años 1940 en Wendelskirchen, donde Sperr se crio. Completó sus estudios de primaria en el internado Algasing de Dorfen (1954–1958). Después asistió a la Escuela de Comercio Sabel en Múnich (1958/59), graduándose en la Trausnitz-Handelsschule en Landshut en 1961.
El 1 de septiembre de 1961 inició un aprendizaje de comercio industrial en la empresa Siemens, en Múnich, que interrumpió a finales de febrero de 1962, pues a partir de 1961 empezó a tomar clases de actuación en Múnich, debutando como actor en 1962 en el Theater44 en la obra De ratones y hombres. Entre 1962 y 1964 asistió al Seminario Max Reinhardt en Viena, del cual se fue, según él, por falta de talento. En esa época escribió las primeras versiones de Jagdszenen aus Niederbayern. En 1964/65 asistió a la Escuela de interpretación Genzmer en Wiesbaden, aprobando sus exámenes finales de arte dramático el 4 de mayo de 1965 en Fráncfort del Meno. Finalmente, y en colaboración con la Editorial Suhrkamp, completó Jagdszenen aus Niederbayern. Su formación como actor se financió gracias a diferentes actividades laborales, como la de portero nocturno.
En la temporada 1965/66 fue ayudante de dirección y actor en el Theater Bremen, estrenando allí en mayo de 1966 su Jagdszenen aus Niederbayern, con dirección de Rolf Becker y Wilfried Minks. Un gran avance para la pieza fue la representación en el Schaubühne am Halleschen Ufer de Berlín, en la cual Sperr actuó como Rovo bajo la escenografía de Hagen Mueller-Stahl. Además, también empezó a trabajar en Medida por medida, de William Shakespeare,  y Gerettet, de Edward Bond.
Peter Fleischmann se basó en la obra teatral de Sperr para rodar en 1968 una versión cinematográfica, Jagdszenen aus Niederbayern, en la cual el escritor hizo el papel de Abram. El film obtuvo el Deutscher Filmpreis y fue bien recibido en el Festival Internacional de Cine de Berlín y en el Festival de Cine de Locarno. En 1971 publicó la historia en forma de narrativa con el título Jagd auf Außenseiter. En 1984 Sperr volvió a actuar en su obra, esta vez en el Volkstheater de Múnich, con el papel del pastor.
En 1966 tradujo con éxito al bávaro la obra de Edward Bond Gerettet, y al año siguiente decidió colaborar en la adaptación de la obra que Peter Stein llevó a cabo en el Teatro de Cámara de Múnich, aceptando trabajar como autor y actor para dicho teatro.
A partir de entonces su trilogía bávara formó parte de la sociedad alemana de la posguerra, estando compuesta por Jagdszenen aus Niederbayern, Landshuter Erzählungen (1967) y Münchner Freiheit (1971).
En 1970 Martin Sperr estrenó en Stuttgart, bajo la dirección de Peter Palitzsch, Koralle Meier, con actuación de Ruth Drexel. En 1971 escribió con Reinhard Hauff el guion del telefilm Der Räuber Mathias Kneißl. Igualmente escribió sobre la vida de Adele Spitzeder en un telefilm de 1972, y en 1977 estrenó en la Ópera de Bonn la pieza Die Spitzeder.
En la temporada 1969/70 Sperr fue contratado para trabajar de nuevo en Bremen. Sin embargo, en 1972 sufrió una hemorragia cerebral y permaneció mucho tiempo en coma, perdiendo posteriormente memoria y motivación y, desde entonces, sufrió ataques de epilepsia. En 1974 regresó al escenario del Schauspielhaus de Bochum, donde actuó en el estreno de la obra de Brendan Behan Borstal Boy. Después actuó en pequeños teatros privados de Múnich con lecturas de poemas propios (1976) o con su obra Adele Spitzeder en el Studiotheater de Múnich (1978). En 1982 actuó en el Stadttheater Freiburg como Hamlet.
En 1983 ingresó en la compañía del Volkstheater de Múnich. Tradujo textos teatrales del alemán al bávaro, los cuales se representaron en el Volkstheater, entre ellos la pieza de Otto Muehl Rheinpromenade y la de Fitzgerald Kusz Schweig, Bub!. Además, fue también actor en el Tiroler Volksschauspiele de Telfs.
En 1968 se casó con Monika Sperr, de la que se divorció en 1969. Su segundo matrimonio fue con la actriz Katja Barwich. Martin Sperr falleció en Landshut, Alemania, en el año 2002.

## Premios
El 27 de noviembre de 1965 recibió el Premio Gerhart Hauptmann por su obra Jagdszenen aus Niederbayern. En 1967 fue galardonado con el Premio Theater heute por Landshuter Erzählungen, y el 9 de noviembre de 1968 obtuvo el Premio Memorial Schiller del Estado de Baden-Württemberg. Fue honrado el 29 de abril de 1969 con el Premio de Literatura de la Ciudad de Múnich. También recibió en 1973 el Premio de la Radio de Baviera, y el 16 de diciembre de 1977 el Premio Ernst Hoferichter. Le otorgaron el 26 de mayo de 1978 el Mülheimer Dramatikerpreis por la obra Die Spitzeder. 

## Obra
- Jagdszenen aus Niederbayern, UA Theater Bremen, dirección de Rolf Becker / Wilfried Minks, mayo de 1966
- Landshuter Erzählungen, UA Teatro de Cámara de Múnich, 1968, dirección de August Everding
- Koralle Meier, UA Staatstheater de Stuttgart, 1970, dirección de Peter Palitzsch
- Jagd auf Außenseiter, versión en prosa de Jagdszenen aus Niederbayern, 1971, Weismann Verlag Múnich
- Herr Bertolt Brecht sagt. Bei Brecht gelesen und für Kinder und andere Leute ausgesucht, 1970 (junto a Monika Sperr)
- Münchner Freiheit, UA Düsseldorf 1971, dirección de Michael Kehlmann
- Antología Niederbayrische Trilogie, Suhrkamp, 1972 (con las piezas Jagdszenen aus Niederbayern, Landshuter Erzählungen, Münchner Freiheit)
- Guion del telefilm Adele Spitzeder, 1972
- Guion del telefilm Der Räuber Mathias Kneißl, 1971
- Die Spitzeder, UA Werkstattbühne Bonn 1977, dirección de Wolfgang Quetes
- Willst du Giraffen ohrfeigen, mußt du ihr Niveau haben, 1979 (prosa, poemas y dibujos)
- Theaterstück Räuber Kneißl, 1998

## Traducciones
- Gerettet, de Edward Bond, UA Werkraumtheater München, 1967, escenografía de Peter Stein
- Medida por medida, de William Shakespeare, UA Theater der Freien Hansestadt de Bremen, 1967
- La fierecilla domada, de William Shakespeare, UA Bremen 1971, dirección de Kurt Hübner
- Bruder der Braut, programa radiofónico para Bayer. Rundfunk 1971
- Wenn Malmström kommt, de Kurt-Achim Köweker en 8011 Aschheim – Wenn Malmström kommt, UA Volkstheater de Múnich, 1988

## Traducciones al bávaro
- 1972 : Lemsomd, programa radiofónico
- 1972 : Schdeamsweaddal, programa radiofónico
- 1984 : De Hotzeblitz, de Karl Wittinger paraen Der Floriansblitz, UA Münchner Volkstheater 1984, escenografía de Franz Geiger
- 1984 : Schweig, Bub!, de Fitzgerald Kusz para A Rua is Bua!, UA Münchner Volkstheater 1984, escenografía de Ulrich Heising
- Rheinpromenade, de Karl Otto Mühl para Isarpromenade
- Fröhliches Wiedersehen
- El avaro, de Molière para Da Geiz is da Neid
- Lottoglück, de Sabine Thiesler para Loddoglügg

## Teatro

### Actor
- 1962 : De ratones y hombres, de John Steinbeck, Theater44 de Múnich
- 1964 : Heilige Nacht, de Ludwig Thoma, escenografía de Georg Lhotsky, Schlosstheater Schönbrunn de Viena
- 1964 : Zwei Fliegen auf einem Gleis, de Wolfgang Bauer , escenografía de Wolfgang Bauer, Grazer Kellertheater
- 1965 : Marat, Stadttheater Wiesbaden
- 1965 : Der Rebell, der keiner war, Stadttheater Wiesbaden
- 1966 : Los bandidos, de Friedrich Schiller, Theater Bremen, escenografía de Peter Zadek
- 1966 : Jagdszenen aus Niederbayern, de Martin Sperr, Schaubühne am Halleschen Ufer, escenografía de Hagen Mueller-Stahl
- 1968 : Gerettet, de Edward Bond, Werkraumtheater de Múnich, escenografía de Peter Stein
- 1967 : Die Wiedertäufer, de Friedrich Dürrenmatt, Teatro de Cámara de Múnich , escenografía de Hans Schweikart
- 1968 : Der Schuhu und die fliegende Prinzessin, de Peter Hacks, Teatro de Cámara de Múnich, escenografía de Gerd Brüdern
- 1968 : Im Dickicht der Städte, de Bertolt Brecht, Teatro de Cámara de Múnich, escenografía de Peter Stein
- 1969 : Schmaler Weg in den tiefen Norden, de Edward Bond, Teatro de Cámara de Múnich, escenografía de Peter Zadek
- 1969 : La tempestad, de William Shakespeare, Theater Bremen, escenografía de Klaus Michael Grüber
- 1974 : Borstal Boy, de Brendan Behan, Schauspielhaus de Bochum, escenografía de Hartmut Gehrke
- 1974 : Noche de reyes, de William Shakespeare, Deutsches Schauspielhaus de Hamburgo, escenografía de Wilfried Minks
- 1974/1975 : Medida por medida, de Shakespeare, Deutsches Schauspielhaus de Hamburgo, escenografía de Wilfried Minks
- 1975 : Troilo y Crésida, de William Shakespeare, Ópera de Bonn, escenografía de Hans-Joachim Heyse
- 1977 : Der Bürgermeister
- 1978 : Die Spitzeder, de Martin Sperr, Studiotheater de Múnich, escenografía de Jutta Wachsmann
- 1979 : Kater Lampe, de Emil Rosenow, Freie Volksbühne Berlin, escenografía de Ulrich Heising
- 1979 : La ópera de los tres centavos, de Bertolt Brecht, Skarabäus Theater Company, gira en París y Marsella
- 1981 : La boda de los pequeños burgueses, de Bertolt Brecht, escenografía de Jutta Wachsmann
- 1982 : Hamlet, de William Shakespeare, Theater in Freiburg, escenografía de Valentin Jeker
- 1982 : Así que pasen cinco años, de Federico García Lorca, Modernes Theater de Múnich, escenografía de Gert Pfafferodt
- 1983 : Sladek, Hamburgo
- 1983 : Glaube und Heimat, de Karl Schönherr, Volkstheater de Múnich, escenografía de Ruth Drexel
- 1984 : Jagdszenen aus Niederbayern, Volkstheater de Múnich, escenografía de Harald Clemen
- 1984 : A Rua is Bua!, de Fitzgerald Kusz, Volkstheater de Múnich, escenografía de Ulrich Heising
- 1984/1985 : Der Job und der Frieden, de Dietmar Schönherr, Tiroler Volksschauspiele de Telfs, escenografía de Ruth Drexel
- 1985 : Koralle Meier, de Martin Sperr, Volkstheater de Múnich, escenografía de Wolfgang Gropper
- 1985 : Schweyk im Zweiten Weltkrieg, de Bertolt Brecht, Volkstheater de Múnich, escenografía de Ruth Drexel
- 1986 : Wer uns getraut …, de Sarah Camp, Volkstheater de Múnich, escenografía de Sarah Camp
- 1987 : Frühere Verhältnisse – Häuptling Abendwind, de Johann Nestroy, Volkstheater de Múnich, escenografía de Ruth Drexel
- 1987 : Yvonne – Prinzessin von Burgund, de Witold Gombrowicz, Studiotheater auf dem Alabama, Múnich, escenografía de Gunnar Petersen
- 1987 : Liliom, de Ferenc Molnár, Volkstheater de Múnich, escenografía de Rolf Stahl
- 1988 : La última cinta, de Samuel Beckett, Studiotheater im PEP (Múnich), escenografía de Guido Moser
- 1988 : Korbes, de Tankred Dorst, Teatro del Príncipe Regente (Múnich), escenografía de Jaroslav Chundela
- 1989 : Der Selbstmörder, de Nikolai Erdmann, Volkstheater de Múnich, escenografía de Vladimir Danowsky
- 1989 : Phaleska, de Gerlinde Eger, Hungrige Herzen (Múnich), escenografía de Gerlinde Eger
- 1990 : Leonce und Lena, de Georg Büchner, Studiotheater im PEP en Theaterzelt Roncalli Platz (Múnich), escenografía de Michael Tiemann
- 1990 : Ich, Feuerbach, de Tankred Dorst, Gasteig y Theater EX libris de Múnich, escenografía de HP Trauschke
- 1990/1991 : Los físicos, de Friedrich Dürrenmatt, Theaterzelt Das Schloss de Múnich, escenografía de Gunnar Petersen
- 1991 : Der Stein der Weisen, de Franz Helm, Volkstheater de Múnich, escenografía de Ruth Drexel
- 1991 : Für wahr ein Schreckstern jedem ist, der Sündflutgrund zu aller Frist, de Anton von Buchner, Tiroler Volksschauspiele de Telfs, escenografía de Ruth Drexel
- 1992 : Munde II, de Felix Mitterer, Tiroler Volksschauspiele de Telfs
- 1992 : Das wunderbare Schicksal – Aus dem Leben des Hoftyrolers Peter Prosch, de Felix Mitterer, Tiroler Volksschauspiele de Telfs y Volkstheater de Múnich, escenografía de Ruth Drexel
- 1992 : Pelléas et Mélisande, de Maurice Maeterlinck, Theaterzelt Das Schloss de Múnich, escenografía de Frank Albrecht
- 1992 : A Christmas Carol, de Charles Dickens, Theaterzelt Das Schloss de Múnich, escenografía de Alexander Duda
- 1993 : Ein Jedermann, de Felix Mitterer, Haimhauser Kulturkreis e.V. , escenografía de Tristan Berger
- 1993 : Jagdszenen aus Niederbayern, Theaterzelt Das Schloss de Múnich, escenografía de Jutta Wachsmann
- 1993 : El sobrino de Rameau, de Denis Diderot, Pasinger Fabrik de Múnich, escenografía de Peter Glockner
- 1993 : Gott, de Woody Allen, Theaterzelt Das Schloss de Múnich, escenografía de Alexander Duda
- 1994 : Torquato Tasso, de Johann Wolfgang von Goethe, Theaterzelt Das Schloss de Múnich, escenografía de Gunnar Petersen
- 1994 : Der Harte Handel, a partir de Oskar Maria Graf, Theaterzelt Das Schloss de Múnich, escenografía de Eos Schopohl
- 1994 : Prometheus, de Johann Wolfgang von Goethe, Theaterzelt Das Schloss de Múnich, escenografía de Hermann Rueth
- 1995 : La tía de Carlos, de Brandon Thomas, Theaterzelt Das Schloss de Múnich, escenografía de Michael Tiemann
- 1997 : Die Blinden o Die Unvernünftigen sterben aus, de Maurice Maeterlinck, Theater Fisch&Plastik, Wamslerhallen de Múnich, escenografía de Eos Schopohl
- 1998 : Áyax, de Sófocles, Theaterspiele im Innenhof der Glyptothek de Múnich, escenografía de Michael Tiemann
- 1998 : Münchner Freiheit, de Martin Sperr, Theater Fisch&Plastik en Kunstpark Ost, escenografía de Eos Schopohl
- 1999 : Sonntagskinder – Frühlingsfest, de Gerlind Reinshagen, Theater Fisch&Plastik, en Bunkerhalle Luisenstr. 37a, Múnich, escenografía de Eos Schopohl
- 2001 : Heimatglied, de Ludwig Ganghofer y Martin Sperr, Teamtheater Comedy de Múnich, escenografía de Hans Melzer

También: 
- La sonata a Kreutzer, de LeónTolstói, Theaterzelt Das Schloss de Múnich, escenografía de Niklas Alexander Nitschke
- El principito, Studiotheater de Múnich

### Director
- 1991 : Solo für Carlos und Sigmund, de Marco Antonio de la Parra, Theater EX libris, Múnich
- 1991 : Büchner goes Blues, de Georg Büchner, adaptación de Ludo Vici, Theater EX libris, Múnich
- 1996 : Jagdszenen aus Niederbayern, director junto a Hans Melzer, Stadttheater Bremerhaven

## Filmografía
- 1968 : Jagdszenen aus Niederbayern, de Peter Fleischmann (también guion)
- 1971 : Mathias Kneissl (también guion)
- 1972 : Fremde Stadt, de Rudolf Thome
- 1974 : Eiger (telefilm)
- 1977 : Hitler, ein Film aus Deutschland, de Hans-Jürgen Syberberg
- 1981 : Die Knapp-Familie (miniserie TV)
- 1983 : Monaco Franze – Der ewige Stenz (serie TV)
- 1986 : Schafkopfrennen (miniserie)
- 1987 : Das Hintertürl zum Paradies (telefilm), de Reinhard Donga
- 1987 : Die Chinesen kommen (telefilm)
- 1989 : Inshallah (corto), de Michael Holzinger
- 1989 : Der Pampelmusenmond (corto), de Joachim Masannek
- 1990 : Rudolfo
- 1998 : Luna (corto)
- 2001 : Nach der Jagd. Szenen von Martin Sperr heute, de Christoph Nussbaumeder

## Radio
- 1969 : Landshuter Erzählungen, adaptación de Valerie Stiegele
- 1970 : Jagdszenen aus Niederbayern, adaptación de Valerie Stiegele, Mila Kopp y Rainer Werner Fassbinder
- 1971 : Bruder der Braut
- 1971 : Heimlich Essen, de Peter Melzer, dirección de Martin Sperr
- 1972 : Josef Filser, de Ludwig Thoma, dirección de Martin Sperr
- 1972 : Lemsomd, de Dieter Kühn
- 1972 : Schdeamsweaddal
- 1979 : Adele Spitzeder, dirección de Wolf Euba
- 1983 : Hias
- Niederlage eines Ungehorsamen, de Angelika Mechtel